# Oplinter
Oplinter is een dorp in de Belgische provincie Vlaams-Brabant en een deelgemeente van de stad Tienen. Oplinter was een zelfstandige gemeente tot aan de gemeentelijke herindeling van 1977.

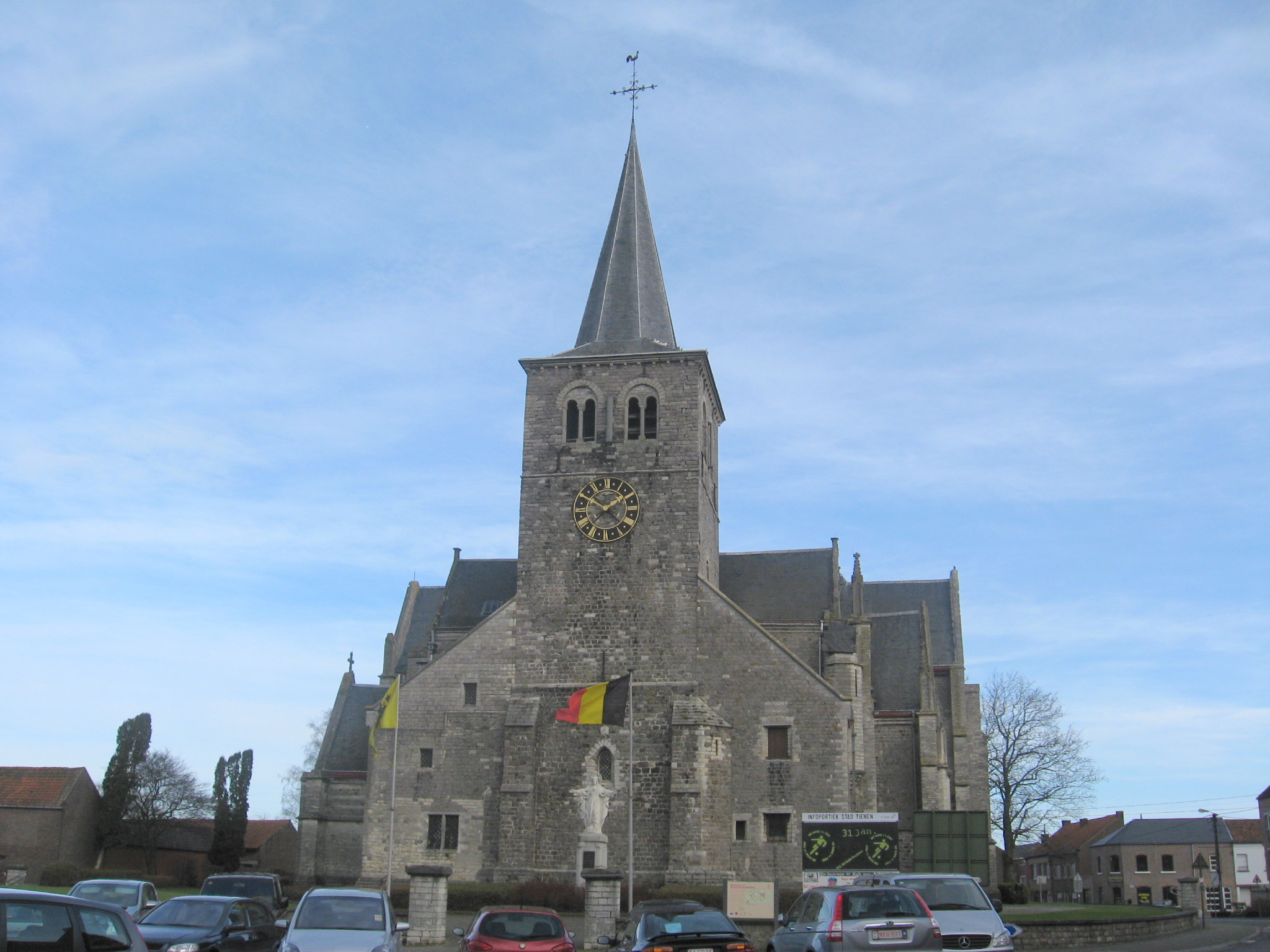
Centrum met Sint-Genovevakerk

## Toponymie
Volgens de gangbare verklaring is Linter een samenstelling uit lind + ter, met de betekenis "lindeboom". Deze verklaring is onhoudbaar. In plaatsnamen met Lind/Lint, die Gysseling in zijn Toponymisch Woordenboek (1960) opgeeft, gaat het telkens over een plaats "bij een linde of een lindenbos". Deze plaats kan zijn: vruchtbaar aangeslibd land zoals in Lindau, een bosje op hoge zandgrond zoals in Lindelo, een woeste vlakte zoals in Lindveld, een hofstede zoals in Lindweiler, enz. "Lindeboom" komt echter nergens als plaatsnaam voor. Daarom moeten we Linter eerder verbinden met Lintaruurde (uu=w), een onbekende plaats in Friesland, te verklaren als "voorde in de beek genoemd Lintara". Lintara was de oude naam van de Genovevabeek. Het voorvoegsel Op heeft de betekenis opwaarts, naar boven. De dorpsnaam Oplinter betekent aldus "de stroomopwaartse nederzetting bij de Lintara". Zo werd de waternaam een dorpsnaam.

## Geschiedenis
In een oorkonde van 1159 wordt reeds gesproken over ‘de kerk van Oplinter’, wat er op wijst dat het dorp toen al lang bestond. Tot in de dertiende eeuw werd Oplinter gedeeld door drie heren die er elk een kasteel hadden. Het kasteel Broekhem stond bij het Tiens broek in Utsenaken en was het bezit van de heren van Crainhem, een machtige Brabantse ridderfamilie. Het kasteel Oppenhem (van de heren van Heverlee) stond op het hoogst gelegen deel van het dorp nabij Houtem en het kasteel Nederhem van de heren van Wezemaal en Oplinter stond aan de Gete. De eigendommen van deze laatste heerlijkheid werden door Arnoldus bij de stichting van de abdij Maagdendaal aan de kloosterlingen afgestaan (begin dertiende eeuw), de voorrechten gingen naar de twee andere heerlijkheden. Deze bleven in Oplinter bestaan - ze benoemden de schepenen en de pastoors en genoten van hun heerlijke rechten - tot aan de afschaffing van de heerlijkheden in 1796, zoals wordt aangetoond door een oorkonde van 1440 en een archiefstuk van 1791.
De vermaarde abdij Maagdendaal, in Oplinter gesticht in 1215, bracht voorspoed in de streek. Ook bedevaarders, die vanaf 1219 in groten getale naar de Sint-Genovevakerk van Oplinter kwamen om er verlost te worden van het ‘heilig vuur’ (gangreen?), maakten het dorp welvarend. De verdubbeling van het aantal haardsteden (288 in 1435) en de bouw van de monumentale kerk in de veertiende eeuw getuigen van deze rijkdom. 
Vanaf het einde van de vijftiende eeuw volgden driehonderd jaren van rampspoed. In 1489 stuurde Maximiliaan van Oostenrijk zijn leger uit om de opstandige graafschappen Vlaanderen en Holland en het hertogdom Brabant terug te onderwerpen en te straffen. Tienen en verscheidene buurtgemeenten, waaronder Oplinter, werden ingenomen en geplunderd, de inwoners mishandeld. De Sint-Genovevakerk van Oplinter werd verwoest. In 1507 trok het leger van Karel van Egmont, hertog van Gelder, te vuur en te zwaard door het Hageland, ook door Oplinter. Hoe groot de vernielingen waren mag blijken uit de telling van 1526: Oplinter had nog slechts 119 bewoonde huizen, minder dan de helft van vóór 1489. De oorlogstoestand bleef. Tijdens de godsdienstoorlogen en de strijd tegen de geuzen werd Oplinter nog dikwijls bezet door vreemde troepen, onder andere in 1578 door Don Juan van Oostenrijk, en in 1591. Besmettelijke ziekten als de pest en de rode loop (dysenterie) eisten ondertussen een hoge tol. Zo stierven in 1741 in drie maanden tijd 48 personen in Oplinter (normaal 8 à 10 per jaar). De oorlogen van Maria Theresia van Oostenrijk tegen Lodewijk XV van Frankrijk ruïneerden de gemeente verder door de verplichte leveringen van graan, stro, hout, gras en hooi. Om aan de oorlogslasten te kunnen voldoen moest de gemeente zelfs een lening aangaan bij de abdij (6 april 1747). In 1794 werd de parochiekerk door Franse soldaten geplunderd. Op 10 december 1796 werden de nonnen onder het Franse regime uit het Maagdendalklooster gezet, de abdij werd vernietigd. Je kan er wel nog het portaal met bas-reliëf (die Caritas verbeeldt) en een oude stal en de kloostermuren bewonderen. Het woonhuis is niet meer oorspronkelijk en alles is in privébezit. Toch konden vele mooie kunstschatten van de rijke zusters worden gered door ze vooraf te plaatsen in kerken in de nabije omgeving, waaronder vermoedelijk een reusachtig retabel van omstreeks 1530 die tot zeker 1864 nog in de Sint-Genovevakerk zou hebben gestaan. Dit werd later weggevoerd naar het kunsthistorisch museum in Brussel, waar het nog steeds te zien is. Het was een van de eerste vrouwenabdijen en de bekende mystica Beatrijs van Nijvel zou er hebben verbleven. Er zijn nog werken, geschreven in het Oudnederlands, van haar bewaard. 
Ook nog na de Belgische Omwenteling, in 1831, werd Oplinter tijdens de slag van Boutersem door Nederlandse troepen bezet. Te hulp geroepen Franse legers verdreven het (Nederlandse) regeringsleger. Na de Belgische onafhankelijkheid begon het dorp zich langzaam te herstellen. De Eerste Wereldoorlog zou Oplinter echter zwaar treffen. De ‘Slag van Sint-Margriete-Houtem’ werd vooral op het grondgebied van Oplinter uitgevochten. Honderdtwintig Belgische soldaten sneuvelden er. De Duitse verliezen waren aanzienlijk groot, maar konden niet geteld worden omdat de Duitsers hun gesneuvelden meenamen en verbrandden in Wommersom. Ook In Oplinter staken Ulanen een tiental huizen in brand en er werden ook burgers doodgeschoten. In de velden aan de Uilstraat werden de Duitse soldaten die vanuit de Oudenbos aanvielen, verpletterd door Belgische soldaten die hogerop op de loer lagen. Naar het verluidt werden deze zelfs niet begraven.
Bij het begin van de Tweede Wereldoorlog werd de Getevallei tussen Tienen en Diest opzettelijk onder water gezet om zo de Duitse opmars te vertragen. De twee bruggen over de Gete in Oplinter werden om dezelfde reden opgeblazen.

## Geografie

### Ligging
Het dorp grenst aan de west- en noordzijde aan Sint-Margriete-Houtem. In het noorden wordt even Hoeleden geraakt. Aan de oostzijde ligt Neerlinter. In het zuiden grenst het dorp aan de andere Tiense deelgemeenten Wommersom, Hakendover en Tienen.

## Bezienswaardigheden

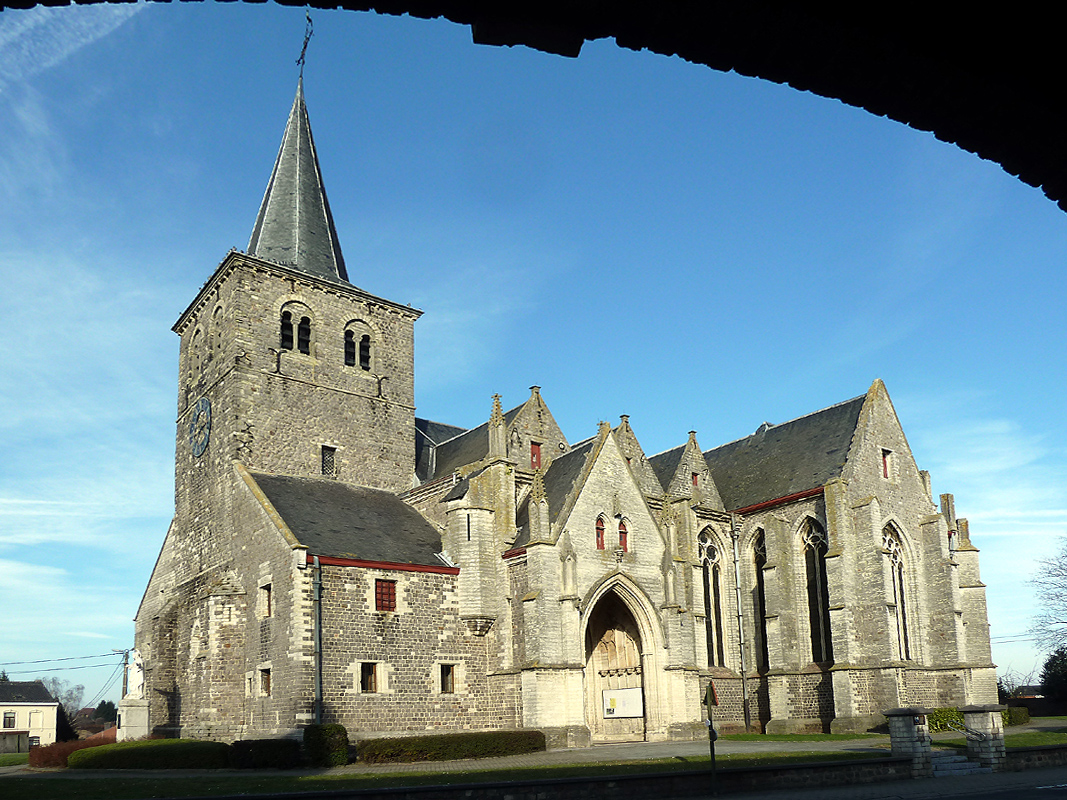
Sint-Genovevakerk

- Het bekendste gebouw van Oplinter is het Klooster van Maagdendaal, gesticht rond 1215. Het oudste gedateerde stuk dateert van 1219. De mystieke schrijfster, Beatrijs van Nazareth, schreef hier voor 1235 het oudst bewaarde proza in het Nederlands, "Van seven manieren van heiliger Minnen".
- De Sint-Genovevakerk in Brabantse gotiek dateert van de veertiende eeuw, de romaanse toren van de dertiende eeuw. De kerk kwam in de plaats van een nog oudere kerk waarover in een oorkonde van 1159 melding werd gemaakt. De Sint-Genovevakerk heeft de vorm van een Latijns kruis en telt drie beuken. Er zijn twee schitterende portalen, een aan de noord- en een aan de zuidkant. De kapel van Sint-Genoveva met zijn grote ramen in flamboyante gotiek dateert waarschijnlijk van de vijftiende eeuw, de kapel van Onze-Lieve-Vrouw van de zestiende eeuw. Het kerkorgel van F.B. Loret, gebouwd in 1870, is vermaard. Het monumentale triomfkruis uit de dertiende eeuw is afkomstig van de abdij Maagdendaal.
- De Molen van Broeckem, een watermolen.

## Natuur en landschap
Oplinter ligt in de Haspengouw op een hoogte van 32-72 meter. De plaats ligt aan de Grote Gete. Ten noorden van de kom ligt het Oudenbos.

## Demografische ontwikkeling
- Bronnen:NIS, Opm:1831 tot en met 1970=volkstellingen; 1976 = inwoneraantal op 31 december

## Cultuur

## Bekende inwoners
- Louis Verheyden

## Nabijgelegen kernen
Wommersom, Neerlinter, Bunsbeek, Sint-Margriete-Houtem